# Verrucosa cajamarca
Verrucosa cajamarca Lise, Kesster & Silva, 2015 è un ragno appartenente alla famiglia Araneidae.

## Etimologia
Il nome della specie deriva dalla località peruviana di rinvenimento degli esemplari: Cajamarca.

## Caratteristiche
L'olotipo maschile rinvenuto ha lunghezza totale è di 4,85mm; la lunghezza del cefalotorace è di 2,40mm; e la larghezza è di 2,00mm.

## Distribuzione
La specie è stata reperita nel Perù settentrionale: l'olotipo maschile è stato rinvenuto nei pressi di Cajamarca, nella provincia di San Ignacio.

## Tassonomia
Al 2015 non sono note sottospecie e non sono stati esaminati nuovi esemplari.